# Romania (terminología)
En la Antigüedad tardía, se utilizó la palabra Romania para describir al Imperio romano y el área cultural romano-latina (Paulo Orosio, siglo V).
El Imperio romano de Oriente («Imperio bizantino») posteriormente se refirió a sí mismo como Romania (en griego: Ρωμανία), los ciudadanos del imperio se llamaron a sí mismos como romanos (en griego: Ρωμαίοι, Rhomaioi) y no bizantinos, el emperador llevaba desde el siglo ix Βασιλεύς (των) Ρωμαίων (Basileus (ton) Rhomaion, Basileo de los romanos).
Esta autodesignación también se usó después de la caída del Imperio latino para aquellas partes de la península balcánica que todavía estaban bajo el dominio occidental:
- Durante el dominio veneciano en Morea, la parte oriental del Peloponeso se llamaba Romania; el área incluía los distritos de Nauplia, Argos, Corinto, Tripolisa y Tsakonia con Nauplia como capital.[1]
- Los reyes de Nápoles llamaron a partes de su propiedad (o reclamo de propiedad) al este de la Romania adriática, algunos miembros de la familia gobernante de la Casa de Anjou-Sicilia llevaban el título de déspota de Romania (por ejemplo, Felipe I de Tarento en 1306), que abarcaba Epiro, Etolia, Acarnania y Vlaquia, el área de asentamiento de los valacos (aromunes) principalmente en el centro de Grecia con la ciudad principal de Metsovo.

Hoy en día, el término se utiliza en lingüística para designar las áreas de Europa en las que las lenguas romances se desarrollaron a partir del latín: véase Europa latina y, asimismo, «România» es el nombre propio de Rumania.